# ロクリスのティマイオス
ロクリスのティマイオス（希: Τίμαιος ὁ Λοκρός, 英: Timaeus of Locri、紀元前5世紀後半）は、プラトンの著作『ティマイオス』と『クリティアス』に登場する哲学者・政治家である。
実在の人物ではなく、後期プラトンの新思想が語られる『ティマイオス』において、その語り手として生み出された人物だと考えられる。これは以下の理由による。
- プラトンの作品と脚注本以外に言及している文献が存在しない。
- プラトンの作品『ティマイオス』で、プラトンのイデア論と、パルメニデス、ピュタゴラス学派、エンペドクレスといったイタリア半島系の哲学思想を折衷・統合した思想を語る。
- プラトンが、先行する対話篇『ソピステース (ソフィスト)』『ポリティコス (政治家)』で、後期の新しい概念・思想を、従来のソクラテスではなく、「エレアからの客人」という新しい人物に語らせている。

## 『ティマイオス』『クリティアス』での記述
プラトンの『ティマイオス』、『クリティアス』によると、ティマイオスはアテナイのパンアテナイア祭（7月頃）の最中に、シュラクサイの政治家ヘルモクラテス、アテナイの哲学者ソクラテスらと共に、アテナイの名門の出のクリティアスの客人として招待されている。
ティマイオスはロクリス（ゼピュリオンのロクリス）の重要な地位の人物で、財産・家柄ともに優れ、数学・天文学を初めとする自然科学にも精通しているとソクラテスによって讃えられている。また『ティマイオス』の作中で、パルメニデス、ピュタゴラス学派、エンペドクレスといったイタリア半島系の哲学思想と、プラトンのイデア論などを折衷・統合した宇宙論を展開しており、作品の題名になるほど主要な役割を果たしている。

## ロクリスとペロポンネソス戦争
出身地であるゼピュリオンのロクリス（Lokris, エトルリア語ではロクロイ Lokroi、ラテン語ではロクリ Locri）は、紀元前673年頃にギリシア本土の東ロクリスの貴族達がイタリア半島南端に近い東海岸に建設したと伝えられる殖民都市である。ペロポンネソス戦争においてはペロポンネソス同盟側に所属しており、紀元前426年以降アテナイがシケリア（シチリア）に干渉すると、ロクリスはシュラクサイと同盟関係を結んでアテナイと戦った。ゲラの会談（紀元前424年）におけるヘルモクラテスの努力によりシケリア諸国家とアテナイの間に和平が成立した後も、ロクリスはアテナイに占領されていたメッセネ（メッシーナ）を奪うなど、戦争を続けたが、紀元前422年頃にアテナイと和平を結んだ。紀元前415年に再びアテナイがシケリアへ干渉すると、ロクリスはアテナイ艦隊の寄港を断り、さらにシュラクサイへ派遣されたスパルタのギュリッポスの艦隊を保護するなど、シュラクサイとスパルタへの協力を行った。紀元前412年以降、エーゲ海にスパルタへの援軍を派遣している。紀元前4世紀に入ると、強大化したシュラクサイの支配を受けることになる。
プラトンの『クリティアス』、『ティマイオス』の対話が現実のものとするなら、シュラクサイのヘルモクラテスとロクリスのティマイオスがアテナイのクリティアス邸へ招待され得る時期は紀元前422年から415年の間に限られる。その中でも包括的な平和条約（ニキアスの和約、紀元前421年3月頃）が成立した紀元前421年の7月頃が設定時期として最有力である。この時プラトンは10歳であり、紀元前415年までの間にティマイオスはプラトンへ学問を教える機会があったかも知れない。

## 著作（偽ティマイオス）

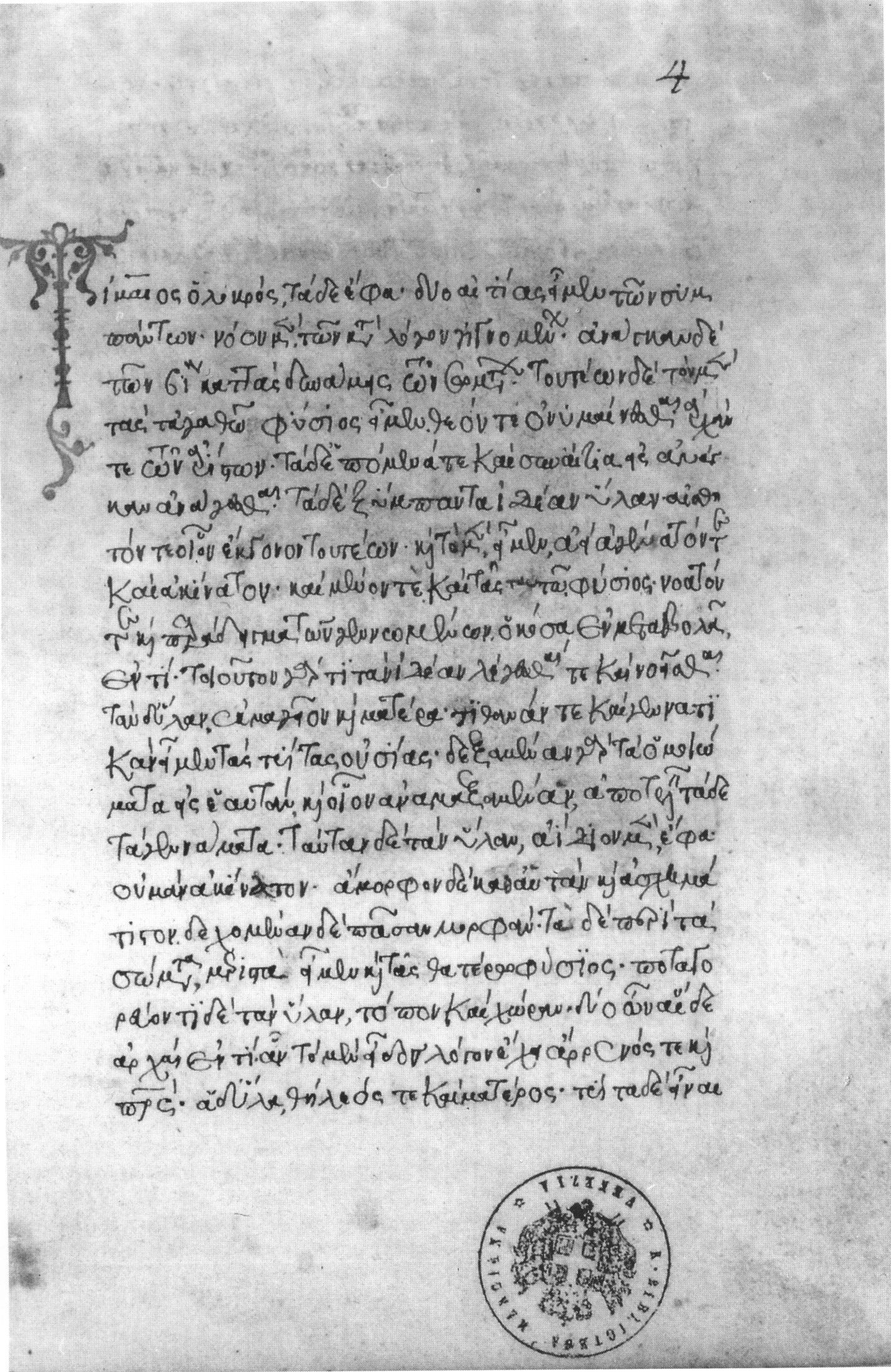
『宇宙と霊魂の本性について』

ドーリス方言で書かれた『宇宙と霊魂の本性について』(Περὶ φύσιος κόσμω καὶ ψυχᾶς) という『ティマイオス』の要約的著作が伝わるが、後世の新ピタゴラス派による偽書と推定される。この「偽ティマイオス」の著作は、ルネサンス哲学において重要視され、アルド・マヌーツィオやアンリ・エティエンヌの『ティマイオス』刊本の附録として出版された。

## 他の史料
- マルクス・トゥッリウス・キケロの『善と悪の究極について』と『国家について』によると、ロクリスのティマイオスはプラトンの数学の師匠であったという（Cic.de Fin.v.29; de Re Publ.i.10）。またキケロはプラトンの『ティマイオス』をラテン語へ訳しているが、断片が残るのみである。

- 『スイダス』（Suidas, 10世紀）によると、ティマイオスはピュタゴラスの伝記を書いたとされる。